# IPad mini 2
De iPad mini 2 werd door Apple Inc. op 22 oktober 2013 aangekondigd en is de tweede generatie van de iPad mini. De iPad mini 2 beschikt over een Retina-scherm, een snellere Apple A7-processor en een Apple M7-coprocessor. De tweede generatie van de iPad mini werd standaard geleverd met iOS 7. Op 21 maart 2017 werd de verkoop van het model gestaakt. De ondersteuning voor het besturingssysteem werd beëindigd op 23 januari 2023. De laatst ondersteunde iOS-versie is 12.5.7.
De iPad Mini 2 was beschikbaar in de kleuren Space Grey en Silver, in de volgende uitvoeringen:
| Versie                | introductieprijs |
| --------------------- | ---------------- |
| WiFi 16GB             | € 389,-          |
| WiFi 32GB             | € 479,-          |
| WiFi 64GB             | € 569,-          |
| WiFi 128GB            | € 659,-          |
| WiFi + cellular 16GB  | € 509,-          |
| WiFi + cellular 32GB  | € 599,-          |
| WiFi + cellular 64GB  | € 689,-          |
| WiFi + cellular 128GB | € 779,-          |